# К.О.Д.
К. О. Д. («Криміналістично-Оперативний Департамент») — український телесеріал від виробництва телеканалу «СТБ» і «Space Production». За сюжетом, новий спецпідрозділ поліції України, який сформували з найкращих фахівців агенції «ОСА» та Водної поліції. У розкритті надскладних кримінальних справ спецпідрозділ використовуватиме штучний інтелект, який і називається «К. О.Д.».
В Україні прем'єра першого сезону серіалу відбулася 22 квітня 2024 року на телеканалі «СТБ», другий сезон вийшов 28 жовтня 2024 року, третій сезон вийшов 28 квітня 2025 року.

## Сюжет
На Прикарпатті та в Києві одночасно відбуваються вбивства іноземців. Ці події викликають рішучу реакцію від посольств і консульств, які наполягають на терміновому втручанні кращих сил.
Завдання вирішити ці злочини лягає на плечі детективам «ОСА» та Водної поліції, які нещодавно об'єдналися в команду К.О.Д., яка має досвід у розслідуваннях як на суші, так і на воді.
В Міністерство внутрішніх справ викликають підполковника Сергія Полянського, який впевнений, що буде один на цій зустрічі. Однак на нього чекає компанія Марго та Ольги Сергіївни Косач. Марго повідомляє керівникам двох найкращих розслідувальних бюро України, що тепер вони працюватимуть разом.
Особлива слідча агенція та Водна поліція мають об'єднати сили, щоб знайти вбивць іноземців і запобігти міжнародному скандалу.

## Штучний інтелект приходить на допомогу детективам
Програма К.О.Д. — тестова програма на основі штучного інтелекту, яка має допомогти детективам з розслідуваннями та пошуками даних. Ба більше, ця програма сама обиратиме спеціалістів, які найкраще підходять для розслідування тієї чи іншої справи. К.О.Д. враховує багато факторів і може підібрати найкращий склад команди, чия компетенція та досвід ідеально підходять для пошуку конкретного злочинця. Проте чи врахував штучний інтелект особисті стосунки Косач і Полянського, перш ніж ухвалювати рішення про об'єднання підрозділів?

## У ролях
| Актор                | Персонаж                 | Опис                                                                                              |
| -------------------- | ------------------------ | ------------------------------------------------------------------------------------------------- |
| Тетяна Кравченко     | Ольга Косач              | Очільниця К.О.Д., полковниця поліції. До служби в К.О.Д. була очільницею ОСА.                     |
| Олександр Форманчук  | Сергій Полянський        | Голова К.О.Д. До служби в К.О.Д. був головою Водної Поліції                                       |
| Борис Георгієвський  | Віктор Шаблій            | Заступник голови К.О.Д., підполковник поліції, старший оперуповноважений.                         |
| Богдан Рубан         | Станіслав Шугаєв         | Хакер, біолог та хімік, керівник аналітичного відділу.                                            |
| Маргарита Баласанян  | Маргарита Костюк (Марго) | Айтівиця, розробила програму К.О.Д.                                                               |
| Людмила Римар        | Ольга Юзефович           | Капітан поліції; старший оперуповноважений, слідчий-оперативник.                                  |
| Роман Муленко        | Гліб Мазур               | Капітан поліції; старший оперуповноважений, слідчий-оперативник.                                  |
| Олена Вознесенська   | Марія Небесна            | Судмедекспертка, патологоанатомка.                                                                |
| Олександр Боднар     | Ярослав Гайворон         | Майор спецпризу, старший оперуповноважений і слідчий. Інтелігентний, освічений, начитаний.        |
| Альбіна Перерва      | Альбіна Панчук           | Біологиня, експертка-криміналістка.                                                               |
| Олексій Суровцев     | Тарас Римар              | Майор сил спеціальних операцій, старший оперуповноважений і слідчий.                              |
| Ілля Пономаренко     | Анатолій Дмитренко       | Капітан поліції, старший оперуповноважений, слідчий-оперативник.                                  |
| Ірина Мордусенко     | Влада Берізка            | Капітанка, старша оперуповноважена слідча-оперативниця.                                           |
| Руслан Коваль        | Григорій Важинський      | Судмедексперт, патологоанатом. 40-річний професіонал з багаторічним досвідом та непростою вдачею. |
| Владислав Вербицький | Андрій Броменко          | Нейробіолог, експерт-криміналіст.                                                                 |

## Список сезонів
| Сезон | Кількість серій | Прем'єра                                     | Телеканал |
| ----- | --------------- | -------------------------------------------- | --------- |
| 1     | 36              | З 22 квітня 2024 року по 21 травня 2024 року | СТБ       |
| 2     | 72              | З 28 жовтня 2024 року по 26 грудня 2024 року | СТБ       |
| 3     | 36              | З 28 квітня 2025 року по 27 травня 2025 року | СТБ       |

## Список серій
| № серії      | Назва й опис серії | Прем'єра          |
| ------------ | --- | ----------------- |
| 1            | «Код злочину. Частина 1». Хорол, Івано-Франківська область. Вбито молоду танцюристку Руту Кателюту — її жорстоко зарізали та викинули в річку, де тіло й виловили рибалки. Водночас в Києві вбито іншого молодика, в чиїй кишені детективи ОСА знайшли посвідку на тимчасове проживання, на ім'я Едгара Варнаса — громадянина Литви та хірурга. Посольство Литви б'є на сполох і просить почати розслідування якнайшвидше. Тому в кабінеті генерала Мовчана лунає тривожний дзвінок. Борис Борисович дає наказ Марго розпочати її програму негайно. | 22 квітня 2024    |
| 2            | «Код злочину. Частина 2». Вбито групу танцюристків-іноземців в нічному клубі в Хоролі, що в Івано-Франківській області. Детективи ОСА та Водної поліції переконані, що танцюристи були так званими мулами — перевозили через кордон наркотики в своїх шлунках. Але що в наркоторговців пішло не за планом? Хто вчинив чотири жорстокі вбивства? Та які ще хорольські таємниці відкриються під час розслідування? | 22 квітня 2024    |
| 3            | «Холодна страва». 3 серія розпочинається із вбивства сім'ї бориспільського бізнесмена Олега Барановського. На місце злочину прибули місцеві оперативники Максим Коваль та Руслан Міняйло, але не знайшли нічого незвичного. Завершивши огляд, вони відправилися додому, де згодом отримали посилки смерті з отрутою, від чого загинули. Під час розслідування таємничого отруєння оперативників було знайдено багато зачіпок, які також пов'язані зі справою Барановських. Також випливає інша, давно закрита справа про нарколабораторію. Кому перейшли дорогу звичайні оперативники? Як пов'язані між собою справи вбивства і наркотиків? | 23 квітня 2024    |
| 4            | «Відморожений». Одного зимового ранку під товщею криги рибалки знайшли труп чоловіка. Ним виявився колишній боксер Олег Горновський. На місце події відразу прибули детективи К. О.Д., які разом із частиною льоду транспортували тіло до лабораторії. Тепер дістати звідти загиблого швидко і нічого не пошкодивши — завдання із зірочкою. К. О.Д. активно триває розслідування. Вдалося з'ясувати, що це не нещасний випадок, Олега вбили. Пазлів критично не вистачає. Але знайшли одне досить цікаве відео інтимного характеру з участю місцевої депутатки, яка мала бездоганну репутацію. Чи шантажував Олег депутатку цим відео? Чи можливо дружина підозрювала його у зраді? Кому перейшов дорогу загиблий?                                                                                                | 23 квітня 2024    |
| 5            | «Старий борг». Няню дитячого садка Ганну Лозову знаходять вбитою. Жінку жорстоко побили каменем і підпалили її тіло. Першим під підозрою слідства опиняється чоловік Ганни Роман. Попри його заяви, що родина переживала фінансові труднощі, у домі було знайдено чималу суму. Навіщо Роман збрехав детективам? Завдяки свідченням чоловіка Ганни, агенти К. О.Д. дізнаються деталі темного минулого жінки. Виявляється, вона також була повією, щоб забезпечити себе й сина, поки чоловік відбував покарання за ґратами. Нещодавно Ганна зустріла таксиста, який знав про її заняття. Чи пов'язано це з убивством жінки? І які ще таємниці доведеться розкрити детективам? | 24 квітня 2024    |
| 6            | «Міст». Знайдено тіло студента Мирона Кулика. На тілі хлопця є сліди від падіння з мосту. Слідчим потрібно з'ясувати, чи хлопець вчинив самогубство, чи хтось його вбив. Чи зможуть агенти дізнатися правду? Одразу після того, як стало відомо про смерть Мирона, його одногрупники почали поширювати мережею інформацію про доведення до самогубства. На їхню думку винною у загибелі хлопця є Ірина Ткаченко, дівчина, в яку був закоханий Мирон. Невже хлопець дійсно вкоротив собі віку через невзаємне кохання? | 24 квітня 2024    |
| 7            | «Отруйне жало». Знайдено тіло мажора Георгія Пижова. Його підпалили, однак сам убивця загасив вогонь і поклав на труп осу. Рік тому Пижов вчинив аварію, внаслідок якої загинула жінка, а її маленький син отримав сильні опіки. Пізніше суд виправдав Пижова та відпустив його на волю. Невже родичі загиблої вирішили помститися? Поки детективи перевіряли версію із чоловіком вбитої Богданом Корнієнком, було знайдено ще один труп. Леоніда Яструба повісили, а на його тілі залишили осу. Раніше він теж уникнув покарання за серйозний злочин. До розслідування обох справ приклав руку Гайворон. Невже хтось хоче підставити майора? І навіщо вбивця залишає та трупах осу? | 25 квітня 2024    |
| 8            | «Голки не підточиш». Агенти К. О.Д. будуть розслідувати вбивство Ганни Акуліч, дружини головного лікаря приватної психіатричної лікарні Анатолія Акуліча та за сумісництвом адміністраторки медзакладу. Жінці завдали 15 ножових поранень і вирізали матку. Небесна встановила, що Ганна була на 6-му тижні вагітності. Хто й навіщо так жорстоко розправився з Акуліч? Детективи підозрюють у вбивстві чоловіка жертви, а також її коханця психіатра Дмитра Кротенка. Однак вже незабаром знаходять вбитою Маргариту Покровську. Обох жертв відправили на той світ одним знаряддям убивства. Підполковник Полянський вважає, що одне з вбивств вчинене, щоб заплутати слідство. Чи справді це так? | 25 квітня 2024    |
| 9            | «Інтерв'ю з маніяком». Серія 9 покаже розслідування жорстокого вбивства журналіста радіо Поліцейська хвиля Антона Торецького. Він займався дослідженням серії вбивств біля станції Ярославськ-товарний, як і його попередник Тимур Зимін. На думку Торецького, він вийшов на слід серійного маніяка, який протягом 10 років працював на цій території. Невже й сам журналіст став жертвою жорстокого злочинця? Експертам департаменту вдалося дізнатися, що саме на станції Ярославськ-товарний тіло Торецького завантажили в товарний вагон. Тому підполковник Шаблій відправляє Гліба Мазура працювати під прикриттям. Агент знаходить докази, що вказують на ймовірного вбивцю. Припущення Мазура підтверджує й запрошений фахівець із розслідування жорстоких убивств Денис Зарубенко. Чи не помилилися вони? | 29 квітня 2024    |
| 10           | «Сердечні справи». Серія покаже розслідування смерті працівниці фармацевтичної компанії Валерії Хітченко. Вона мала алергію й загинула від анафілактичного шоку. Як небезпечна речовина могла потрапити до її тіла? У слідства з'явилося відразу троє підозрюваних. Серед них сестра Валерії Діана, яка отримала її донорське серце. Також під підозрою опинився керівник Валерії Балкін, який напередодні її загибелі погрожував їй. Третім підозрюваним є хлопець Валерії й водночас заступник директора компанії Леонід Гавриш. Одразу після вбивства він намагався сховатися від правоохоронців. Невже це він забрав життя коханої? І чому Гавриш звинувачує у всьому Балкіна? | 29 квітня 2024    |
| 11           | «Маленькі іграшки». Детективи будуть розслідувати вбивство помічниці бізнесмена Булатова Олени Кривоніс. Жінку знайшли з трьома ножовими пораненнями у власній квартирі. При обшуку слідчі виявили порожній сейф, а під матрацом був захований мільйон гривень. Невже Олену вбили через гроші? Агенти К. О.Д. дізнаються, що Кривоніс займалася благодійним напрямком компанії Булатова. Напередодні смерті її розшукувала Ганна Любенко. Незабаром слідчі знаходять тіло Ганни на залізничній колії. Що пов'язує цих жінок? | 30 квітня 2024    |
| 12           | «Мертва купальниця». Двоє рибалок побачили, як жінка пірнає у воду, і вже за кілька хвилин зрозуміли, що вона потонула. Агенти, які прибули на місце злочину, були дуже здивовані, адже труп належить Ірині Горбач, яка померла кілька днів тому. Кого ж тоді бачили рибалки? І як труп потрапив із моргу у водойму? Ірина померла від серцевого нападу, однак її батько не вірив у нещасний випадок. Тому він захотів, щоб тіло Горбач перевезли до іншого моргу. Як раз дорогою туди фургон із трупом викрали. Кому знадобилося викрадати тіло Ірини? | 30 квітня 2024    |
| 13           | «Сімейне вогнище». Агенти будуть розслідувати вбивство підприємиці Оксани Чуднівець. В її квартирі почалася пожежа, коли чоловіка Дмитра та маленького сина не було вдома. Детективи мають всі причини вважати, що пожежа сталася через навмисний підпал. Хто й навіщо зробив це? Провівши тест ДНК, агенти кримінального оперативного департаменту дізналися, що загибла не має родинних зв'язків із Чуднівцем-молодшим. З цього випливає, що у квартирі могла згоріти не Оксана, або ж вона не є рідною матір'ю хлопчика. Як таке можливо? | 1 травня 2024     |
| 14           | «Квіткар-спокусник». Власник квіткового бутика Захар Кучеренко оголосив кастинг серед своїх співробітниць. Він пообіцяв одружитися з дівчиною, яка першою від нього завагітніє. У змаганні перемогла модель-початківиця Дарина Балтух, яка й стала дружиною Кучеренка. Після цього на усіх учасниць кастингу було вчинено замах. Хто й навіщо зробив це? Трьох співробітниць бутика отруїли солодощами, які принесли Дарині Балтух. Вона через це пережила викидень, а її колега Алла Цуканова й зовсім поплатилася життям. Під підозрою слідства опинилася колишня дружина Кучеренка Таміла, з якою він розлучився заради нової пасії. Невже вона вирішила так помститися зраднику-чоловіку? | 1 травня 2024     |
| 15           | «Опудало». Під час святкування свята Івана Купала в опудалі згорів хлопець. Через високий ступінь опіків експертам було складно встановити особу загиблого. Однак завдяки використанню сучасних технологій оперативники дізналися, що жертвою виявився студент-журналіст Іван Васюта. Навіщо комусь так жорстоко вбивати хлопця? Оперативники розшукали відразу двох підозрюваних у справі. Перший із них студент Марк Бенюк, який після смерті Васюти зайняв його місце на серйозній міжнародній конференції. Інший підозрюваний — Олег Царенко. У день смерті в нього був конфлікт з Іваном і хлопці навіть побилися. Невже хтось із них забрав життя однолітка? | 2 травня 2024     |
| 16           | «Ревнощі». На смітнику буде знайдено тіло жінки з пошкодженим кислотою обличчям. Судячи з елементів її одягу вона була повією. Агенти під приводом парубоцької вечірки зібрали всіх місцевих повій, щоб дізнатися, чи має хтось із них зв'язок із вбитою. Чи виведе це детективів на слід убивці? Агенти з'ясували, що одна із запрошених повій Стелла була одягнена в топ із комплекту жертви. Вона заявила, що ніхто з її місцевих колег останнім часом не зникав. А топ Стелла придбала в місцевої базарної перекупниці. Чи причетна вона до вбивства? | 2 травня 2024     |
| 17           | «Камінь смерті». Маша та Віталік під час риболовлі знаходять на дні людську голову. Прибувши на місце події, капітан Анатолій Дмитренко впізнає в загиблому свого давнього друга Кашпура Костянтина. Він багато років присвятив боротьбі з незаконними копачами бурштину на Рівненщині й постійно отримував погрози. Хто втілив їх у реальність? Після смерті Костянтина на зв'язок перестала виходити його дружина Саша. Тому капітан Дмитренко їде на Рівненщину, щоб розшукати жінку й знайти підозрюваних у вбивстві друга. Правоохоронець має діяти під прикриттям, щоб не потрапити в лапи бурштинової мафії. Чи зможе Дмитренко впоратися з емоціями під час виконання завдання? | 6 травня 2024     |
| 18           | «Дикі танці». Серія покаже розслідування пограбування високопосадовця Павла Масенка. Під час приватної вечірки в його домі дві стриптизерки викрали з сейфа документи, що містять державну таємницю, а також коштовності. Серед підозрюваних опинилася дружина та конкурентка Масенка. Чи справді хтось із них причетний до пограбування? Завдяки тату на тілі агентам вдалося встановити особу однієї з грабіжниць. Нею виявилася журналістка Світлана Онищенко. Однак допитати її не вдалося, адже Світлану знайшли вбитою у власному домі. Чи пов'язані ці два злочини? Що вдасться з'ясувати оперативникам? | 6 травня 2024     |
| 19           | «Двічі в одну річку». Серія покаже розслідування вбивства тарологині Софії Волинець. Жінку знайшла сусідка прикутою до власного ліжка. Під підозрою слідства опинився чоловік Софії Тимофій, який зник після вбивства дружини. Невже це він, вийшовши з в'язниці, відправив дружину на той світ? Агенти знайшли ще одну підозрювану у вбивстві тарологині. Одна з її клієнток була дуже незадоволена роботою Софії та обіцяла помститися. Чи могла вона піти на такий злочин? І хто ще опиниться під підозрою слідства? | 7 травня 2024     |
| 20           | «Кохаю тебе, Люба». Викладачка Любов Чорна під час пробіжки знайшла вбитим свого колишнього чоловіка Мирона Чорного. Поряд із тілом лежало плюшеве сердечко, яке Любі подарував її нинішній співжитель Роман Вітрук. За день до цього жінка розійшлася з ним через ультиматум свого старшого сина Олексія Юрочка. Чи причетний він до вбивства? | 7 травня 2024     |
| 21           | «Мертва лялька». Агенти будуть розслідувати вбивство Аліси Рудьковської, знайденої мертвою на дитячому майданчику. Аліса працювала моделлю й постійно одягалася в образ ляльки. Чи пов'язана її робота з убивством? Оперативники встановили, що Рудьковська померла через зупинку серця. Хтось три тижні тримав Алісу в полоні й годував через крапельницю. Таким самим чином Рудьковській ввели препарати, що спричинили смерть. Хто так жорстоко розправився з молодою дівчиною? | 8 травня 2024     |
| 22           | «Час кохати». В парку знайшли тіло невідомого чоловіка. Поряд із померлим оперативники знайшли камінь зі слідами крові й відбитками пальців. Експерти з'ясували, що вони належать дрібному наркоторговцю Кирилу Баштану. Чому він навіть не намагався приховати свої сліди? У загиблого не було ніяких особистих речей, крім годинника з гравіюванням. Завдяки цьому агентам вдалося вийти на слід Вікторії Кошель, що купувала цей подарунок своєму коханому Павлу Данилюку. Однак на впізнанні жінка заявила, що на столі судмедекспертки лежить не її хлопець. Кого ж тоді вбили? І як годинник Павла опинився на тілі покійника? | 8 травня 2024     |
| 23           | «Сиві пристрасті». До кримінального оперативного департаменту звернулися родичі Тимофія Залізняка. За їхніми словами дідусь поїхав на риболовлю й зник. Після цього вони отримали записку з вимогою викупу. Хто викрав Залізняка? Агенти відправилися разом з внуком Тимофія на обмін. Однак викрадач не з'явився. На щастя, експертам вдалося знайти відбитки на записці про викуп. Сліди належали Роману Горбенку, односельцю Залізняка. Невже це він викрав дідуся? Та чому тоді не прийшов за викупом? | 9 травня 2024     |
| 24           | «Чистильник». Вбитим знайшли очільника ОСББ В'ячеслава Манзюка. Напередодні в нього був конфлікт із сусідом Артемом Онопком через те, що власник не хотів прибирати за своєю собакою. Манзюку навіть приставили пістолет до обличчя. Невже Онопко все ж наважився вбити сусіда? На тілі вбитого знайшли сліди укусу жінки, а також подряпини невідомої тварини. Тим часом у квартирі Онопка ні хлопця, ні собаки не було. Оперативники з'ясували, що тварину намагалися отруїти. Чи пов'язано це з вбивством Манзюка? | 9 травня 2024     |
| 25           | «Облога». На руках оперативників загинув чоловік. Він приїхав до агентів К. О.Д. через справу, що стосується національної безпеки, однак не встиг нічого розповісти. Судмедексперт встановив, що тіло чоловіка було нашпиговане різними датчиками, а помер він від розриву серця. Що він хотів повідомити? Експерти встановили, що загиблий був науковим співробітником засекреченого інституту Олегом Грінченком. На його місці роботи оперативникам не дали доступу до секретної інформації. Однак агенти впевнені, що смерть Грінченка пов'язана з його науковими роботами. Чи вдасться їм знайти вбивцю та розкрити цю заплутану справу? | 13 травня 2024    |
| 26           | «Холодець із сюрпризом». Донька підполковника Шаблія Лера знайшла в холодці з кафе людський палець. Власник закладу повідомив оперативникам, що вони отримують готову їжу з виробництва. Агенти вирушили туди й у холодильнику виявили розчленоване людське тіло. Хто стоїть за цим жорстоким злочином? Експерти з'ясували, що тіло належить санітарному інспектору Олександру Недопитанському, який зник кілька днів тому. Але всі його пальці були на місці. Кому ж належить палець, знайдений у холодці? І за що вбили санітарного інспектора? | 13 травня 2024    |
| 27           | «Без обличчя». Вбитим знайдуть вантажника місцевого деревообробного комбінату. Обличчя чоловіка повністю понівечене, тож агенти мають встановити, чи точно загиблим є Ігор Цибко. Крім того, їм потрібно розшукати підозрюваного у вбивстві, який переховується від слідства. Чи зможуть детективи це зробити? Капітан Дмитренко вирушає на місце роботи загиблого під прикриттям. Там він стає свідком незаконних дій керівництва. В цей час Берізка знаходить у будинку вбитого флешку з ймовірним компроматом на працівників комбінату. Ким же насправді був загиблий? | 14 травня 2024    |
| 28           | «Небезпечні ігри». Агенти будуть розслідувати вбивство колишнього поліцейського Олександра Липовця. Його знайшли вбитим у власній квартирі. Судмедекспертка встановила, що у Липовця була алергія на алкоголь і хтось навмисно накачав його, поки той був непритомним. Хто й навіщо це зробив? Під підозрою слідства опинився друг загиблого лейтенант Ігор Хропун. Під час огляду місця злочину він навмисно залишав свої відбитки. Крім того камери зафіксували, що під час вбивства Липовця Хропун був у його будинку. Навіщо лейтенанту було вбивати свого друга? | 14 травня 2024    |
| 29           | «Благі наміри». Детективи будуть розслідувати вбивство пенсіонерки Ніни Біленко. Жінку застрелили у власній квартирі, а її тіло знайшла дочка Христина. Ніна Біленко була відома скандальним характером і часто судилася з різними людьми. Можливо саме через це її вбили? Агенти з'ясували, що Христина ненавиділа матір. Виявляється, кілька місяців тому Ніна зірвала весілля дочки, і після того жінки не спілкувалися. Крім дочки, під підозрою слідства опинився сусід Біленко Едуард Макарук. Він затопив квартиру Ніни, і жінка через суд вимагала від нього величезну компенсацію. Чи справді хтось із них стоїть за цим злочином? | 15 травня 2024    |
| 30           | «Клуб розбитих сердець». Вбили майстра спорту зі стрільби з лука Антона Гаєвського. Тіло чоловіка знайшов у його кабінеті охоронець. Вбивця влучив стрілою прямо в серце Гаєвського. Хто й за що відправив майстра спорту на той світ? Серед підозрюваних опинився співвласник компанії Гаєвського Олег Медведько. Напередодні вбивства в чоловіків був конфлікт через гроші. Медведько заявив, що має алібі, однак його коханка не підтвердила ці слова. То чи причетний він до вбивства? | 15 травня 2024    |
| 31           | «Я тобі вірю». Касирку супермаркету Людмилу Бречко переслідував сталкер. Згодом розчленоване тіло Людмили знайшли в її домі. За кілька днів до смерті Бречко намагалася змінити зовнішність, а саме пофарбувала волосся й зробила ринопластику. Невже переслідувач все одно дістався до неї? Колега Людмили розповіла агентам, що сталкер залякував Бречко й дряпав вікно ножем. На склі детективи виявили відбитки пальців Валерія Кузічева. Хлопець виріс в одному дитячому будинку з Бречко. Невже це він її переслідував? І як Кузічев опинився в лікарні? | 16 травня 2024    |
| 32           | «Поста кровопивцям». Детективи розслідують вбивство автора коміксів Василя Ральникова. Тіло хлопця буквально залили воском. Небесна встановила, що Ральникова знерухомили й катували, а помер він від больового шоку. За що так жорстоко розправилися з Василем? Першим підозрюваним у справі став співавтор коміксу Яків Юрченко. Виявляється Ральников присвоїв собі чужий твір і непогано завдяки цьому прославився. Юрченко намагався втекти від агентів, а в його будинку знайшли багато воскових свічок. Невже Ральников загинув через комікс? | 16 травня 2024    |
| 33           | «Золото, що не блищить». Агенти будуть розслідувати вбивство найкращої подруги капітанки Юзефович Марини Софійчук. В одному з нічних клубів подруги святкували дівич-вечір. Раптово хтось запустив у приміщення отруйний газ. Всі відвідувачі втратили свідомість, а Марина через давню хворобу померла. Чи зможе Ольга Юзефович помститися за подругу? | 20 травня 2024    |
| 34           | «Русалка-вбивця». В лісовому озері знайшли вбитим єгеря Захара Причепу. Оперативники встановили, що перед смертю чоловік був на болоті. Дорогою туди вони знайшли непритомною дочку Захара Настю. Що з ними сталося? Настя розповіла оперативниками, що батька покликала до води русалка в образі її покійної матері. Марічка Причепа потонула в тому ж озері два роки тому після того, як її зґвалтували. Чи зможуть детективи розібратися в цьому містичному вбивстві? Які ще неочікувані знахідки чекають на експертів? | 20 травня 2024    |
| 35           | «Випий моєї крові». Вбитим знаходять студента Олеся Капітаненка. Хлопець був знекровлений, а на його шиї залишилися сліди від зубів. Під підозрою слідства опинився серійний вбивця на прізвисько Дракула Загорець Дмитро. Його відбитки оперативники виявили на місці злочину. Невже Дракула вирішив взятися за старе? Експертам вдалося встановити місце знаходження Загорця. Однак на оперативників чекав сюрприз — вони знайшли Дракулу повішеним. Після розтину судмедекспертка зробила висновок, що крові Капітаненка у шлунку Загорця немає. Що ж насправді сталося з хлопцем? І чи справді маніяк сам вирішив покінчити з життям? | 21 травня 2024    |
| 36           | «Віддане серце». Серія покаже розслідування вбивства молодого антикорупціонера Максима Богуша. Хлопець раптово помер під час освідчення своїй коханій Анастасії Ярмак. Перед допитом оперативників із місця вбивства втік адміністратор ресторану Констянтин Чорнуха. Чи причетний він до злочину? Агентам вдалося спіймати втікача, який намагався видалити відео з камер спостереження ресторану. Чорнуха зізнався, що впустив невідомого хлопця в ресторан, коли там були Богуш і Ярмак. Після цього наречена Максима розповіла детективам, що їй вже тривалий час погрожували. Невже Богуша вбили, щоб залякати її? | 21 травня 2024    |
| Другий сезон | |                   |
| 37           | «Хижаки». Детективи беруться за розслідування моторошних убивств у селі Олексіївка. Ольга Косач знайшла в лісі тіло Іванни Кримської, зі слідами укусів дикого звіра. Рік тому так само загинув трирічний син Іванни Назар. Чому тварина-вбивця полює тільки на родину Кримських? Богдан Кримський підозрює у вбивстві членів своєї родини сусідку Тетяну Вітренко. Вона має німецьку вівчарку, яка теоретично могла б завдати таких травм. Як сусідка пов'язана з родиною Кримських? І чи могла вона змусити свого собаку напасти на двох беззахисних людей? | 28 жовтня 2024    |
| 38           | Велика книга передбачень. Редакторку видавництва Софію Бортник знайшли втопленою в озері. Під підозрою опинився її чоловік Остап, оскільки в останньому листуванні подружжя конфліктувало. Однак вдома в родини Бортників оперативники виявили чоловіка мертвим. Невже Остап вбив дружину та наклав на себе руки? Ще одним підозрюваним у справі став давній друг Софії, шкільний вчитель Володимир Назарчук. У телефоні Бортник експерти знайшли листування, що вказує на те, що вони були коханцями. Саме Володимир призначив Софії зустріч на озері в день, коли її вбили. Однак сам вчитель свою вину заперечує, як і стосунки з подругою. Можливо хтось намагається підставити Назарчука? | 28 жовтня 2024    |
| 39           | Змія на грудях. Детективи розслідують вбивство Олега Бурка. Тіло чоловіка було покрите дивними плямами. Експерти з'ясували, що Бурко нещодавно повернувся з відрядження в Африці, де відвідував райони, в яких поширений вірус Ебола. Чи справді Бурко заразився хворобою за кордоном? Тіло Бурка знайшли його наречена Наталія Володарська і керівник ремонтної бригади. Вони могли заразитися тим самим вірусом, що й Бурко. Однак детективів дивують обставини, за яких загинув Олег. Адже хтось навмисно забрав його телефон і закрив чоловіка у квартирі, тому він не міг викликати швидку. Невже Бурко загинув не випадково? | 29 жовтня 2024    |
| 40           | Запасний варіант. Випадкові перехожі знайшли під безлюдним мостом невідому жінку. В неї були відрубані руки й голова, яких на місці злочину не було. Через це відразу встановити особу жертви оперативникам не вдалося. Як вони спробують це зробити? Після розтину експерти встановили, які операції робила жінка кілька місяців тому. Так оперативники дізналися, що жертву звали Олена Ярова. Однак, як виявилося, вона ще 7 років тому одружилась і змінила прізвище на Жук. Чому ж тоді в лікарні вона використала дошлюбне прізвище? І що чекає на оперативників у домі родини Жуків? | 29 жовтня 2024    |
| 41           | Привиди минулого. Бізнесмена Вадима Гринюка застрелили у власному домі. За три місяці до цього так само загинула його дружина Євгенія Гринюк. Хто полює на їхню сім'ю? І чи загрожує небезпека дочці Гринюків Карині? Оперативники встановили, що Карина не була рідною донькою Вадима і Євгенії. Кілька місяців тому на зв'язок із дівчиною вийшла її матір Лариса. Чи причетна вона до вбивства Гринюків? І що приховує співмешканка Вадима Оксана? | 30 жовтня 2024    |
| 42           | Смертельний делікатес. Вбитого пенсіонера Герасима Тишка знайшли на березі річки. Раніше він займався космічними розробками, а коли вийшов на пенсію, почав опікуватися собаками. Через це в Герасима виник конфлікт із бізнесменом Олексієм Святецьким. Чи причетний він до вбивства пенсіонера? Судмедекспертиза встановила, що Герасим Тишко помер від отруєння рибою фугу. Вартість такого делікатесу значно перевищує заробіток жертви. Як же тоді отрута потрапила до організму Тишка? І хто, крім Святецького, мав мотив для вбивства? | 30 жовтня 2024    |
| 43           | Тільки через мій труп. Соціальну працівницю Єву Полуян знайшли вбитою на кладовищі. Жінку вдарили молотком і заховали тіло у свіжовикопаній могилі. Судмедекспертиза встановила, що три тижні тому Єва пережила викидень. Як це пов'язано зі смертю жінки? Оперативники встановили, що Полуян вбили поряд із могилою її покійного чоловіка. Після цього тіло жінки перетягнули, щоб приховати сліди злочину. Детективи з'ясували, що в день вбивства Єва не прийняла пропозицію одружитися від турка Емре Базіза. Невже це він вирішив помститися жінці за відмову? | 31 жовтня 2024    |
| 44           | Зрадники. Слідчі розслідують вбивство коханців Надії Киби та Кирила Войтенка. Вони загинули внаслідок падіння з балкона орендованої для побачень квартири. Хтось навмисно підпиляв одну із секції. Хто ж це міг бути? Під підозрою слідства опинилися законний чоловік Надії Ігор і дружина Кирила Марина. Оперативники з'ясували, що вони знімали ту ж квартиру за дві доби до трагедії. Невже Надію й Кирила дійсно вбили через зраду? | 31 жовтня 2024    |
| 45           | Межа міцності. Після зустрічі випускників на відому акторку Алісу Коломієць скоюють замах. Майор Гайворон був однокласником жертви, тож взяв справу під свій контроль. Чи зможе Аліса прийти до тями та допомогти слідчим знайти нападника? Експерти з'ясували, що Аліса мала зустрітись у безлюдному парку зі своїм шкільним коханням Кирилом Скаєнком. Чоловік видалив всі сліди листування та намагався втекти від Гайворона. Невже це він намагався вбити Алісу? | 4 листопада 2024  |
| 46           | На гачку. Чоловік судмедекспертки Марії Небесної разом із друзями їде на риболовлю. Наступного дня у водоймі знаходять тіло одногрупника Віталія Микити Яценка. Куди ж зник Небесний і їхній третій компаньйон Назар Побережний? Оперативники з'ясовують, що гулянка відбувалася на дачі тітки Микити Ганни Яценко. Жінка розповіла, що її родич часто там відпочиває. Цього разу разом із чоловіками відпочивали повії. Ця новина стала для Марії приголомшливою. Невже Віталій їй зраджував? | 4 листопада 2024  |
| 47           | Прокляття золотого меча. Із галереї викрадають дорогоцінну картину Золотий меч. Вартість цього витвору мистецтва 3 мільйони доларів. Єдиним свідком злочину був охоронець Леонтій Горпинюк, якого грабіжник вбив. Чи вдасться оперативникам знайти викрадену картину? Слідчі з'ясовують, що в грабіжника був помічник. Хтось допоміг йому вибратися з дерев'яної коробки для експонатів, вимкнути камери й приспати охоронців. Невже хтось із працівників галереї вирішив стати на злочинний шлях? | 5 листопада 2024  |
| 48           | Моя хата скраю. Судмедексперт Григорій Важинський став свідком викрадення. Біля лікарні до нього підбігла дівчина й заявила, що її насильно утримують. Вже за хвилину пацієнтку забрали санітари, повідомивши, що в неї манія переслідування. Що ж насправді сталося з дівчиною? Експерти з'ясували, що викрадена дівчина Неоніла Картата. Дівчина була пранкеркою і знімала відео під хештегом Мояхатаскраю. Невже Важинський став черговим героєм її ролику? Чи Неонілі дійсно загрожує небезпека? | 5 листопада 2024  |
| 49           | Страва від шефа. В ресторані Тиха заплава вбили шеф-кухаря Аркадія Більського. Його тіло скинули в річку, щоб видати злочин за нещасний випадок. Однак судмедекспертка встановила, що Більського вдарили та у воду він потрапив уже непритомним. Хто й за що вбив шеф-кухаря? Оперативники встановили, що напередодні вбивства в ресторані була дружина жертви Аліна Швидун. Подружжя перебувало у процесі розлучення та судилося за розподіл квартири. Тож Аліна мала дуже серйозний мотив. Та чи наважилась би вона на вбивство? | 6 листопада 2024  |
| 50           | Отруєне павутиння. Вбитим знаходять старшокласника Максима Василенка. Хлопець був відмінником і спортсменом. Єдиною темною плямою в його біографії є булінг однокласниці Ліни Оленюк. Чи могла юна дівчина наважитись на вбивство, щоб помститися кривднику? Оперативники з'ясовують, що єдина підозрювана у справі зникла. Востаннє Ліна виходила на зв'язок із батьком за три години до смерті Максима. Експерти знайшли телефон дівчини та зрозуміли, що її гаджетами може керувати хтось інший. Де ж зараз Ліна? І чи справді це вона розправилася з Максимом? | 6 листопада 2024  |
| 51           | Ти — мені, я — тобі. Кулінарною ступкою вбили Ганну Кочетко. Жінка здавала квартиру подобово. Під підозрою опинився чоловік Ганни, а також останній орендар помешкання. Та чи справді хтось із них причетний до вбивства? Оперативники з'ясували, що чоловік жертви Богдан Воронай мав багато боргів. Чоловіка тероризували колектори, а отримавши спадок дружини, він міг закрити кредити. А орендар Павло Марич, отримавши дзвінок від детективів, спробував втекти. То хто й за що позбавив життя Ганну Кочетко? | 7 листопада 2024  |
| 52           | Дорослі ігри. Підприємиця Галина Браницька знайшла вбитим свого чоловіка, кардіохірурга Олексія Браницького. Чоловіка довго й безжально катували, а потім одягнули в костюм для БДСМ. Навіщо вбивця так познущався з лікаря? Під підозрою слідства опинився пасинок Браницького Валерій Томенко. Хлопець недолюблював нового чоловіка матері. А кілька днів тому Браницький відправив Томенку повідомлення, в якому вимагав повернути кошти або ж він звернеться до поліції. Чи справді хлопець вирішив вбити вітчима? І які таємниці він приховує? | 7 листопада 2024  |
| 53           | Смертельний дотик. Детективи розслідують вбивство бізнесвумен Лариси Конопенко, яке намагалися видати за самогубство. Тіло жінки знайшли у власній квартирі її батьки. Жодних слідів опору не було, крім загадкового синця на шиї Лариси. Хто ж відправив її на той світ? Першим під підозрою слідства опинився чоловік Лариси Микита, з яким вона перебувала у процесі розлучення. За кілька хвилин до смерті жінки чоловік приходив до неї та просив грошей. Микита був ігроманом і програв велику суму. Отримавши у спадок квартиру Лариси, він міг розрахуватися з боргами. Невже це справді він вбив дружину? І чому життя Альбіни опиниться в небезпеці? | 11 листопада 2024 |
| 54           | Офісний планктон. У власному кабінеті вбивають директора логістичної фірми Бориса Глібчука. Чоловік хворів на діабет, і хтось замінив його підсолоджувач для кави на отруту. Всі працівники знали, що Глібчук тримає його у баночці з-під планктону через зручний дозатор. Хто ж його отруїв? У день смерті Глібчук мав конфлікт із давнім партнером по бізнесу Сергієм Рябенком. Працівники чули, що Рябенко пропонує Глібчуку взяти участь у якійсь незаконній схемі, але той відмовляється. Чи міг партнер настільки розізлитися та позбавити Бориса життя? | 11 листопада 2024 |
| 55           | Отрута Гу. Бізнесмен Олег Гаценко помирає під час ділової зустрічі в страшних муках. Його партнер Дмитро Сухацький тікає з місця злочину. Невже це він вбив Гаценка, щоб вберегти свій бізнес? Судмедекспертка встановила, що Гаценко помер від рідкісної суміші отрут жаби, гадюки й скорпіона. За дивним збігом обставин дружина Олега Наталія Рикова, з якою він мав розлучатися, мала таких екзотичних тварин. Чи могла вона отруїти чоловіка, щоб отримати спадок? | 12 листопада 2024 |
| 56           | Пастка. Слідчі розслідують викрадення 12-річної гімнастки Лілії Медяник і її матері Оксани. Дівчинка не повернулася додому після школи. Через кілька хвилин Оксана отримала дзвінок від викрадача і сама зникла. Хто викрав Лілю й куди поділась Оксана? Про зникнення Оксани й Лілії повідомив вітчим Лілії Павло. Оперативники з'ясували, що Оксана багато чого приховувала від чоловіка. Крім того, детективи дізналися, що викрадач Лілії не знав про зникнення її матері. Чи встигнуть оперативники знайти дівчинку живою? | 12 листопада 2024 |
| 57           | Пил на тіні. Детективи розслідують вбивство невідомої жінки. Її тіло знайшли на узбіччі дороги. Жодних документів чи особистих речей на місці злочину не було. Ким же виявиться загибла? Відбитків жертви у базі даних не було. Єдиною зачіпкою для слідчих стали сліди, які вони знайшли на верхньому одязі жертви. Вони належали кишеньковому грабіжнику Артуру Середі. Невже він перекваліфікувався на вбивцю? | 13 листопада 2024 |
| 58           | Кошик зі смертю. Семеро людей помирають від отруєння гербіцидом. Експерти встановлюють, що всі загиблі вживали солодощі з кондитерських магазинів. Як отрута потрапила туди? І чи встигнуть детективи розкрити справу, поки жертв не стало більше? Завдяки винаходу Броменка оперативники дізнаються, що гербіцид був доданий у цукор. Під підозрою слідства опинився один із пекарів, якого нещодавно покинула дружина, забравши дітей. Невже він вирішив зігнати свою злість на випадкових людях? | 13 листопада 2024 |
| 59           | Остання ілюзія. Детективи розслідують загибель першокурсника Макара Ломенка. Напередодні смерті хлопець десять хвилин розмовляв із невідомим. Після цього Макар вистрибнув з балкона. Чому молодий і перспективний хлопець так вчинив? Оперативники з'ясували, що Ломенко лікувався від депресії. За словами його лікаря Макар робив значні успіхи та під час останньої сесії взагалі не задумувався про самогубство. Що ж могло змінитися? І хто виявиться загадковим другом Макара? | 14 листопада 2024 |
| 60           | Прокляте кохання. Детективи розслідують вбивство відомого шеф-кухаря Дениса Братенка. Чоловіка зарізали прямо в ресторані, де він працював. Співвласник закладу розповів оперативникам, що Братенко був диктатором на кухні. Невже саме через це його вбили? Під підозрою слідства опинилася су-шефиня ресторану Віра Черевична. Жінка часто конфліктувала з Братенком і навіть хотіла звільнитися. І у вечір вбивства в ресторані залишались тільки Віра і Денис. Та чи справді Черевична вирішила так жорстоко розібратися з босом? | 14 листопада 2024 |
| 61           | Дорога іграшка. В орендованій квартирі знаходять вбитим студента Богдана Кравчука. Під час обшуку оперативники виявляють сліди наркотиків. При цьому студент з небагатої родини жив досить заможно. Чи справді Кравчук продавав наркотики? Детективи з'ясували, що Богдан Кравчук зустрічався з Діаною Аврамець. Після смерті хлопця дівчина безслідно зникла. Оперативники вважають, що Аврамець може знати деталі, які допоможуть слідству. Та чи вдасться їм знайти Діану? | 18 листопада 2024 |
| 62           | Криваве золото. Вбитою знаходять ювелірку Діану Тільман. Поряд з тілом виявили старовинний скіфський ритон. Експерти з'ясували, що це якісна підробка, яку зробила Тільман. Хто ж вбив ювелірку? І де зараз оригінальний виріб? Оперативники дізналися, що справжній ритон був у приватній колекції Артура Рачковського. А декілька днів тому дорогоцінний експонат викрали. Крім того Рачковський був винний Тільман велику суму грошей. Невже це він вбив свою давню знайому? | 18 листопада 2024 |
| 63           | Смертельне ім'я. Біля бізнес-центру вбито охоронця Олексія Бондарука. Свідком злочину став підліток-крадій Максим Миронько. Хлопець вважає, що Бондарука вбив голова дрібної банди Жмур, щоб залякати його. Чи справді це так? Оперативникам вдалося спіймати Жмура та його помічницю. Саме в цей час відбувся другий замах. В Олега Бондарука вистрелили на стоянці того ж бізнес-центру. Чому двох однопрізвищників намагалися вбити в одному й тому самому місці? | 19 листопада 2024 |
| 64           | Не святий святий. Під час пробіжки вбили районного прокурора Михайла Войтенка. Слідчі з'ясували, що він готував звинувачення відразу по трьох справах. І нещодавно хтось намагався налякати Войтенка, підсунувши йому в багажник свинячу голову. Чи справді прокурора вбили через роботу? Експерти з'ясували, що Войтенко зраджував дружину Марину. Коханкою прокурора була Оксана Грищенко, яка дуже хотіла, щоб той розлучився. Вона навіть розповіла про їхні стосунки Марині Войтенко. Чи могла зраджена дружина розправитись із чоловіком? | 19 листопада 2024 |
| 65           | Робін Гуд. Вбили власницю агрокомпанії Лілію Дорощук. Жінку відправили на той світ точним пострілом із лука прямо біля її офісу. Камера зафіксувала момент смерті, однак вбивця на запис не потрапив. Хто й за що вбив Дорощук? Під підозрою слідства опинився брат Лілії Родіон Остапенко. Пів року тому він вийшов із в'язниці та дізнався, що сестра кинула його на чималу суму грошей. Чи зізнається Остапенко у вбивстві? І які ще неочікувані відкриття чекають на детективів? | 20 листопада 2024 |
| 66           | Гра на виживання. Вбито тренерку волейбольної команди Оксану Турченко. Жінці завдали дев'ять жорстоких ударів по обличчю і голові. Через складний характер Турченко підозрюваних у справі чимало. Хто ж з них насправді причетний до вбивства? У команді, яку тренувала Турченко, грала донька підполковника Шаблія Лєра. Напередодні вбивства у дівчини стався конфлікт із тренеркою, який дійшов до бійки. Чому Лєра приховала цю інформацію від батька? Невже дівчина причетна до вбивства? | 20 листопада 2024 |
| 67           | Подорож в один кінець. Знаходять розчленоване тіло дівчини. Убивця доклав усіх зусиль, щоб правоохоронці не змогли встановити особу жертви. Однак завдяки програмі К. О.Д. експерти дізналися, що загибла дівчина — це 17-річна Поліна Денисова, вихованиця місцевого дитбудинку. Чому дівчину не подали в розшук? Експертиза ДНК встановила, що на тілі Поліни була волосина доньки судмедексперта Григорія Важинського. Виявляється 18 років тому Світлана Адамович приховала свою вагітність. Оперативники з'ясували, що Амалія, як і Поліна, шукала роботу. Де ж зараз донька Важинського? | 21 листопада 2024 |
| 68           | Смертельна процедура. З води дістають автомобіль Анни Ковальської разом із власницею. Дівчина була колишньою секретаркою на військовому об'єкті, і підозрювалась у шпигунстві. Чи справді смерть Анни пов'язана з її роботою? Рибалка, який став свідком затоплення, розповів оперативникам, що бачив поряд з автівкою курця. Однак у легенях Ковальської слідів тютюну не виявили. Крім того в організмі жертви не було річкового планктону. Як таке можливо? | 21 листопада 2024 |
| 69           | Хибні сліди. У власному домі вбили великого бізнесмена Василя Петренка. Чоловіка відправили на той світ трьома точними пострілами в груди та в голову. Дружина Василя Олена також отримала поранення та, на щастя, вижила. Хто ж стоїть за цим злочином? Під підозрою опиняється колишній партнер Петренка Тимофій Глушко. За декілька днів до вбивства він з'ясовував стосунки з жертвою. Крім того оперативники дізналися, що й Олена Петренко має таємниці. Чи причетна дружина до вбивства чоловіка? | 25 листопада 2024 |
| 70           | Фатальна прогулянка. Прямо з дитячого майданчика викрадають чотирирічного Тимура Майбороду. Свідки бачили, що хлопчика вивели двоє чоловіків. Одного з них знайшли мертвим неподалік місця злочину. Невже викрадачі щось не поділили? Матір Тимура Марина виховувала хлопчика сама. Її чоловік загинув декілька років тому. Марина звинувачувала у всьому свекруху Лідію Майбороду, і не дозволяла їй бачитись із Тимуром. Чи могла бабуся викрасти онука? | 25 листопада 2024 |
| 71           | Порожня колиска. В альтанці закинутого будинку знайшли труп жінки. Під підозрою опинився власник маєтку Степан Черняк, який переїхав звідти 6 років тому. Якраз тоді невідому жінку відправили на той світ. Як оперативники встановлять особу жертви? Детективи дізналися, що загиблою виявилася Завілейко Сніжана. Вісім років тому жінка викрала чужу дитину, за що сіла у в'язницю на два роки. Відразу після ув'язнення Завілейко вбили. Чи пов'язана смерть жінки з викраденням дитини? І яку трагедію довелося пережити Сніжані? | 26 листопада 2024 |
| 72           | Вбивча краса. Вбитою знаходять Ангеліну Швець. Жінка була дружиною колишнього пластичного хірурга Едуарда Швеця. Ангеліна загинула від анафілактичного шоку під час маммопластики. Невже чоловік причетний до смерті дружини? Експерти з'ясували, що офіційно Швець не оперувалась у жодній з клінік. А її чоловік Едуард був власником салону краси, в якому міг би провести операцію. Тому оперативниця відправляється туди під прикриттям. Чи вдасться їй знайти докази убивства? | 26 листопада 2024 |
| 73           | В горі і в радості. Жорстоко вбито бізнесмена Семена Петрика. Тіло чоловіка з дев'ятьма ножовими пораненнями знайшли в його домі. Свідкиня застала дружину Семена Іванну з кривавими слідами. Невже це вона вбила чоловіка? Оперативники вважають, що на бізнесмена напала близька людина. Крім дружини під підозрою опинився старший син Петрика Євген. Останнім часом хлопець багато сварився з батьком. Та чи міг 17-річний юнак наважитися на вбивство? | 27 листопада 2024 |
| 74           | По горло. На березі Дніпра знаходять тіло сімейного фотографа Артема Вовка. Чоловіка закопали по горло у пісок, через що він захлинувся. Хто й чому так жорстоко розправився з ним? Під підозрою слідства опинилися дружина Артема Жанна і її матір Юлія. Теща недолюблювала зятя й неодноразово погрожувала йому. Та й сама Жанна приховує щось від слідства. Невже хтось із жінок справді стоїть за цим безжальним злочином? | 27 листопада 2024 |
| 75           | Залиш мене в спокої. Посеред ресторану вбито рецидивіста Ігоря Гайдучка. Попри те, що свідків злочину багато, ніхто не може описати вбивцю. Навіть офіціантка Маргарита ніяк не допомогла слідству. Хто ж наважився на вбивство в людному місці? Експерти з'ясували, що вагітна офіціантка Рита заплатила Гайдучку вісімдесят тисяч гривень. Оперативники приїхали до неї додому, щоб допитати, однак жінка зникла. У квартирі вони зустріли ревнивого чоловіка Рити Стаса і знайшли сліди крові. Де ж зараз жінка? | 28 листопада 2024 |
| 76           | Час збирати каміння. Електрошокером вбито офіціантку Тамару Домняк. Дівчина була на 12-му тижні вагітності, а після смерті душогуб зробив їй аборт. Під підозрою опинився клієнт закладу Макар Хліборуб, з яким Тамара конфліктувала. Чи має він алібі? Розслідування стало ще більш заплутаним, коли знайшли тіло другої жертви. Нею виявилася Карина Полозова. Дівчині, як і Тамарі, після смерті зробили аборт. Хто й навіщо вбиває молодих жінок? Чи встигнуть оперативники знайти маніяка, поки жертв не стало більше? | 28 листопада 2024 |
| 77           | Наречені на віки. У водоймі невеликого містечка знаходять тіло молодої дівчини. Нею виявляється 16-річна Олена Лопаченко. Жертва була виявлена оголеною у вакуумному пакеті, а єдиний предмет гардероба, який був у дівчини, — весільна фата. Що це може означати? Оперативники навіть не встигли поїхати з місця злочину, коли пірнальники знайшли ще одну дівчину. Нею виявилася зникла два дні тому 15-річна Євгенія Ємець. В обох дівчат був великий розріз на животі, в якому судмедекспертка знайшла ртуть. Невже це справа рук серійного вбивці? І чиє ще життя в небезпеці? | 2 грудня 2024     |
| 78           | Зозулині сльози. Вбито сім'ю фермерів Луценків. Аліна та Нестор виховували трьох усиновлених дітей. Середня донька Рита, повернувшись зі школи, знайшла тіла прийомних батьків в їхньому домі. Хто й чому вбив подружжя? Під підозрою слідства опинився старший син Луценків Денис. Хлопець недолюблював прийомних батьків і часто жорстоко жартував над родичами. На місці злочину все вказувало на те, що Аліна та Нестор загинули від невдалого пранку Дениса. Та чи справді хлопець причетний до вбивства? | 2 грудня 2024     |
| 79           | Останній стрім. В прямому ефірі скоєно замах на популярну блогерку Аліну Бережчук. На місці злочину знайшли сліди крові та стріляну гільзу. Куди ж поділась сама блогерка? І чи жива вона? Під підозрою слідства опинився коханець Бережчук Вадим Горняк. Чоловік мав суворий шлюбний контракт, і в разі зради його дружина Оксана отримає майже все майно. Невже Горняк вирішив вбити вагітну коханку, щоб не втратити гроші? | 3 грудня 2024     |
| 80           | Щастя в пробірці. Вбито Маріанну Горянську. Жінка активно протестувала проти репродуктивної медицини та штучного запліднення. Через це в Маріанни був конфлікт із лікарем однієї з таких клінік. Невже саме цей конфлікт довів жінку до смерті? Експерти знайшли особисте листування Маріанни з колишнім чоловіком Євгеном. Ексзакохані неодноразово погрожували одне одному. В чому причина їхніх конфліктів? І чи міг колишній чоловік вбити Маріанну? | 3 грудня 2024     |
| 81           | Обличчя зла. Вбито відомого хірурга Веніаміна Володчука. Кров'ю жертви злочинець намалював японський символ на стіні поряд із тілом. Під підозрою опинився Олег Рабінський, якого посадили за ґрати завдяки діям Володчука. Чи причетний від до вбивства? Розслідування набрало обертів, коли злочинець зателефонував до офісу К. О. Д. Відразу після цього знайшли тіло другої жертви — адвокатки Антоніни Загоруйко. Свідок злочину описала нападника, і він виявився максимально схожим на капітана Дмитренка. Невже він причетний до вбивств? Які таємниці приховує Дмитренко? | 4 грудня 2024     |
| 82           | Дон Жуан із шафи. Вбито безробітного актора Ростислава Феська. Злочин стався під час випускної вечірки так званої школи самців Микити Беспалого. У слідчих більше десятка підозрюваних. Хто ж із них убив Феська? Головними підозрюваними стали друг Феська Антон Матвійчук, який і знайшов тіло. А також засновник школи Микита Беспалий. Що приховують чоловіки? І які неочікувані відкриття чекають на експертів? | 4 грудня 2024     |
| 83           | Не в грошах щастя. Вбито працівницю паперової фабрики Аліну Самойленко. Тіло жінки знайшли у ванній із чималою сумою грошей. Де Самойленко взяла суму, яка в рази перевищує її доходи? І хто відправив її на той світ? Першою під підозрою слідства опинилася сестра Аліни Стефанія Самойленко. Дівчина збрехала оперативникам про їхні дружні стосунки. Насправді ж сестри не могли поділити батьківський будинок, який дістався їм у спадок. Невже через це Стефанія вбила Аліну? | 5 грудня 2024     |
| 84           | Смерть святого Миколая. Вбито святого Миколая. У костюмі казкового персонажа був студент-актор Владислав Левченко. Хлопець мав замінити іншого артиста Костянтина Русанова у святковій виставі. Невже Левченко став випадковою жертвою? Детективи дізналися, що напередодні смерті Левченка Русанов зник. Чоловік мав багато боргів і проблеми з колекторами. Чи могли вони сплутати Владислава з Костянтином і вбити не того? І де зараз Русанов? | 5 грудня 2024     |
| 85           | Чудовисько. Вбито святого Миколая. Вбито доньку відомого бізнесмена Василя Легези. Тіло Ірини знайшли в лісі поблизу бази відпочинку, на якій жила дівчина. Вбивця оглушив жертву й завдав дев'ять ножових поранень. Хто й за що відправив на той світ молоду дівчину? Слідчі почали шукати особисті мотиви злочинця. Коли в тому ж лісі знайшли тіло другої жертви, хід розслідування змінився. Тепер експерти вважають, що за злочинами може стояти серійний маніяк. Чи справді це так? І скільки ще життів збирається забрати вбивця? | 9 грудня 2024     |
| 86           | Арена смерті. Вбито вуличного міма Ігоря Василенка. Хлопець навіть не відчув удару через особливості костюма та помер від втрати крові. Під підозрою опинився колега Василенка Тимофій Степашко. Чи справді він вирішив позбавитися конкурента? Експерти з'ясували, що Степашко й Василенко тільки вдавали, що в них конфлікт, а насправді були друзями. Тим часом помирає ще один мім Максим Байда. Його вбили тим самим ножем, що й Василенка. Хто й чому вбиває вуличних артистів? | 9 грудня 2024     |
| 87           | Мавки. У водоймі виявили вбитого фотографа Володимира Гавриша. Поряд з тілом оперативники знайшли камеру. На фотографіях були фото зниклих неповнолітніх дівчат Єлизавети Шутко і Ярослави Смілянської. Хто вбив чоловіка та де зараз студентки? Оперативники дізналися, що Гавриш проживав на відпочинковій базі. Чоловік постійно відвідував пляж і фотографував неповнолітніх дівчат. Чи пов'язана його незаконна діяльність із вбивством? | 10 грудня 2024    |
| 88           | Ковток смерті. Під час уроку танців вбито хореографку Карину Мироніцьку. Під підозрою слідства опинилися всі учениці жертви. Одна з них встигла підмінити пляшку з отруєною водою, яку випила Мироніцька. Хто стоїть за цим безжальним злочином? Експерти з'ясували, що Мироніцька близько спілкувалася з однією з учениць Юстиновою. Однак дружба не завадила Карині дати свідчення у справі сина Юстинової, через що хлопець не зміг вступити до омріяного вишу. Невже жінка вирішила помститись за сина? І хто ще мав мотив для злочину? | 10 грудня 2024    |
| 89           | Королева краси. Під час репетиції конкурсу краси вбито одну з учасниць Софію Фесленко. Дівчину задушили її ж ремінцем від сукні та вкрали обручку й телефон. Хто й чому вбив головну претендентку на перемогу в конкурсі? Оперативники з'ясували, що у Фесленко був конфлікт з іншою учасницею конкурсу Мариною Масько. У вечір вбивства між дівчатами навіть сталася бійка. Чи могла Масько піти далі й позбутися конкурентки? І чому дівчина намагається приховати своє алібі? | 11 грудня 2024    |
| 90           | Вбивство в стилі зумба. Вбитою знаходять лікарку Світлану Северук. Жінку отруїли сумішшю алкоголю та барбітуратів, а потім вивезли в ліс. В телефоні Світлани були повідомлення від її доньки Юстини, яка нібито потрапила в халепу. Невже вона пов'язана з вбивством матері? Юстина збрехала слідчим про своє алібі та заявила, що не зв'язувалась із матір'ю в день її вбивства. Перевіривши камери спостереження, експерти встановили, що на відео поряд зі Світланою дійсно не її дочка. Хто ж тоді забрав життя Северук? І яка небезпека чекає на Юстину? | 11 грудня 2024    |
| 91           | В далекій-далекій галактиці. У планетарії застрелили забудовника-афериста Пилипа Курченка. На тілі чоловіка знайшли залишки червоної фарби, а також ДНК невідомої жінки. Невже хтось з обманутих клієнтів вирішив помститися Курченку? Згідно з даними телефонних операторів у приміщенні під час убивства перебував тільки прибиральник Анатолій Матвійчук. Однак на руках чоловіка слідів порохових газів не виявили. Хто ще міг таємно пробратися в планетарій? І який мотив був у злочинця? | 12 грудня 2024    |
| 92           | Парфум для ревнивця. Детективи розслідують вбивство бізнесмена Антона Лівацького. Чоловік помер від анафілактичного шоку на власному дні народження. Злочинець забрав аптечку й ключі від дому Лівацького, а також заглушив мобільний зв'язок, щоб гості не змогли викликати швидку. Хто міг придумати такий підступний план вбивства? Серед підозрюваних опинилась молода дружина Лівацького Іванна. Сам чоловік, як і його матір Тамара Петрівна, підозрював її в зраді. Експерти з'ясували, що незадовго до смерті чоловіка Іванна бачилась із колишнім одногрупником. Невже це справді вона вбила чоловіка, щоб отримати спадок? І яка неочікувана знахідка чекає на оперативників? | 12 грудня 2024    |
| 93           | Дівчина з кав'ярні. Детективи розслідують серію пограбувань. Злочинці зламують системи безпеки банків, вбивають охоронців та забирають гроші й коштовності. Грабіжникам вдається обманути навіть К. О. Д. Невже цього разу детективи програють злочинцям? Після останнього злочину між Гайвороном та однією з потерпілих Ніною зав'язуються романтичні стосунки. І допоки майор зайнятий сердечними справами, грабіжники атакують офіс департаменту. В результаті всі системи виходять з ладу. Експерти намагаються все відновити, однак злочинці не чекають. Який план мають грабіжники? І чому Гайворон опиниться в небезпеці? | 16 грудня 2024    |
| 94           | Замкнені. Вбитою знаходять викладачку школи жіночого щастя Анастасію Шостак. Жінку три дні тримали знерухомленою, після чого вона померла від інсульту. Хто й чому так познущався з Анастасії? Під підозрою слідства опинився чоловік Анастасії Олександр Шостак. Експерти з'ясували, що він стежив за дружиною й неодноразово здійснював над нею фізичне насилля. Однак алібі Шостака підтвердилось. Тим часом експерти з'ясували, що напередодні зникнення Анастасія зустрічалась із юристкою Варварою Яшиною, яка теж зникла. Невже вона стане другою жертвою убивці? | 16 грудня 2024    |
| 95           | Пограбування замовляли?. Детективи розслідують пограбування з убивством. Двоє злочинців увірвалися до будівельного магазину та викрали понад 10 мільйонів гривень. Під час пограбування вони вбили заступника директора Бориса Бойдюка, який і відкрив їм сейф. Для чого вони вбили чоловіка, який не чинив опору? Експерти з'ясували, що грабіжники мали третього спільника, який був водієм. Серед підозрюваних опинився бандит зі стажем Дмитро Редющук. Однак сам чоловік свою вину заперечив. Невже детективи пішли хибним слідом? І яка непримітна деталь виведе їх на грабіжників? | 17 грудня 2024    |
| 96           | Прорахунок. Суддя Інеса Ковальська отримує повідомлення з вимогою викупу. Злочинці заявляють, що викрали її сина Леоніда. Однак виявляється, що у полоні перебуває студент Олесь Дрібнюк. Невже викрадачі помилились? Тим часом експерти з'ясовують, що Дрібнюк ніби-то був присутнім на іспиті в університеті в момент викрадення. Професор Григорій Кирпатий, який мав приймати цей іспит, теж загадково зник. Що сталося з викладачем? І як всі ці події пов'язані з суддею Ковальською? | 17 грудня 2024    |
| 97           | Таємнича незнайомка. Вбито зірку серіалів Борислава Горського. Актора облили кислотою прямо біля знімального павільйону, після чого він впав і отримав смертельний удар. Під підозрою слідства опинилась дружина Горського Світлана та його численні коханки. Хто ж так жорстоко розправився з актором? У правозахисній фірмі, що співпрацювала з кіновиробничою студією, теж сталося вбивство. Хтось навмисно зачинив охоронця Олексія Таланчука в кімнаті з ліліями, які викликали в нього алергічну реакцію. На обох місцях злочину оперативники знайшли ДНК невідомої кароокої, вагітної жінки. Невже це вона вбила чоловіків? | 18 грудня 2024    |
| 98           | Бої гладіаторів. Детективи розслідують вбивство Єви Мережко. Дівчину отруїли ціанистим калієм. Та найдивніше, що вдома Єва зберігала антидот, однак не встигла ним скористатися. Звідки дівчина могла знати, що її отруїли? Останньою, із ким зідзвонювалась Мережко, була її подруга Дарина Пустова. Однак її телефон був вимкнений, і сама дівчина не вийшла на зв'язок з оперативниками. Тому вони приїхали до неї додому, де застали грабіжника. Що він намагався знайти у квартирі Пустової? І які страшні таємниці подруг доведеться розкрити слідчим? | 18 грудня 2024    |
| 99           | Жарти з кармою. Детективи беруться за розслідування вбивства фельдшерки швидкої допомоги Лідії Нерушенко. Тіло жінки знайшли в лісі, де вона знімала свій блог. Хто й чому вбив фельдшерку? Сусіди Лідії вказали слідчим на першу підозрювану. Нею виявилася продавчиня місцевого магазину Маргарита Чайчук. Нещодавно її свекор помер, а Нерушенко звинувачувала Чайчук у навмисному вбивстві. Чи справді невістка відправила свекра на той світ заради спадку? І чи причетна Чайчук до вбивства фельдшерки? | 19 грудня 2024    |
| 100          | Жартівник. У підвалі будинку викладача академії МВС Марка Тертичного знаходять труп. Убивця доклав зусиль, щоб правоохоронці не змогли встановити особу жертви. Чи справді за цим злочином стоїть викладач? Тертичний був однокурсником Марії Небесної, тож судмедекспертка не вірить у його вину. Тим часом сам підозрюваний не має алібі та ускладнює розслідування своїми свідченнями. Встановлення особи жертви кидає на Тертичного ще більше підозр. Невже Небесна захищає вбивцю? | 19 грудня 2024    |
| 101          | Мінотавр. Детективи починають розслідування вбивства у Прип'яті. Тіло колишнього студента Ольги Косач Юрія Прокопенка знайшли туристи. Найдивніше, що молодий хлопець напередодні смерті посивів. Що ж привело Прокопенка в Прип'ять? Криміналістам вдається встановити незвичайне знаряддя злочину. Прокопенка вбили рогом бізона. Крім того в рані хлопця знайшли ДНК ще однієї студентки Косач Соломії Тищук. Експерти припускають, що дівчина теж може бути вбитою. Чи вдасться оперативникам розшукати Соломію? | 23 грудня 2024    |
| 102          | Аукціон. Детективи розслідують вбивство невідомого. Тіло чоловіка було повністю обгорілим, що унеможливило впізнання. Крім того убивця зрізав шкіру на пальцях і вирвав у жертви зуби, щоб остаточно приховати особу. Ким же виявиться цей невідомий? Крім того детективам доводиться починати ще одне розслідування. В даркнеті Броменко знаходить пряму трансляцію, де на аукціоні продають дитину. Однак у розшуку жоден подібний хлопчик не перебуває. Чи встигнуть агенти врятувати невинну дитину? | 23 грудня 2024    |
| 103          | Побачення з маніяком. У власній квартирі вбито керівницю відділу маркетингу великої компанії Олену Лисенко. Злочинець вирізав у жінки серце, а на його місце вшив камінь. Хто й навіщо так жорстоко розправився з Оленою? Експерти встановили, що напередодні смерті в Олени було побачення. Тепер детективи мають знайти чоловіка, що прийшов до жінки в гості. Під підозрою опинився колишній кавалер Лисенко Іван Сліпченко, в якого була судова заборона наближення до жінки. Однак є докази, що в день убивства чоловік був поряд із домом Олени. Невже це він вирішив помститися колишній? | 24 грудня 2024    |
| 104          | Ціна щастя. Вбито стоматологиню Інгу Кременюк. Злочинець не тільки позбавив жінку життя, а й видалив їй зуб. Експерти встановили, що робив це не професіонал. Навіщо комусь вбивати лікарку? Від сина Кременюк Матвія оперативники дізналися, що жінка не була надто приязною. Вона багато конфліктувала із сусідами, а особливо з пенсіонеркою Оленою Губовою. Чи могла літня жінка наважитись на вбивство? І для чого душогуб видалив стоматологині зуб? | 24 грудня 2024    |
| 105          | Сила тяжіння. Вбито власника й директора елітної реабілітаційної клініки Олега Пономаренка. За годину до смерті чоловік зустрічався з невідомою жінкою, щоб обміняти флешку на пакунок. Чи пов'язано це з убивством Пономаренка? У справі з'являється другий труп. Втопленим знаходять санітара клініки Дмитра Говоруна. Дорога машина й гроші вказують на те, що саме він вбив свого керівника на замовлення. Однак хто прибрав самого Говоруна? І який мотив був у замовника вбивства? | 25 грудня 2024    |
| 106          | Останній крокус. Детективи розслідують вбивство Злати Кушнірук. Дівчина була моделлю й ескортницею та мала багато зв'язків із різними чоловіками. Один з них, Едуард Балабан, був дуже злий, що молода коханка покинула його. Невже через це він вирішив її отруїти? Прибувши додому до підозрюваного, оперативники знайшли його мертвим. Хтось намагався видати убивство Балабана за самогубство. Під підозрою опинився пасинок Едуарда та його дружина Стелла. Чи справді хтось із них вбивця? | 25 грудня 2024    |
| 107          | Снігова королева. Детективи розшукують балерину Віру Сніжну. Жінка надіслала матері дивне повідомлення й перестала виходити на зв'язок. Слідчі вважають, що Віру могли викрасти. Та чи справді це так? Під підозрою опиняється чоловік Сніжної, з яким вона перебуває у процесі розлучення, і її коханець. Неочікувано оперативникам вдається знайти Віру, та на жаль вже мертвою. Вбивця вимочив тіло жертви у відбілювачі. Для чого він це зробив? І хто стоїть за цим жорстоким душогубством? | 26 грудня 2024    |
| 108          | Карколомний Новий рік. Під час новорічного корпоративу вбито Санта-Клауса. У костюмі казкового героя був аніматор-каскадер Костянтин Кодру. Злочинець намагався видати вбивство за нещасний випадок. Хто й за що вбив Кодру? Детективи з'ясували, що аніматорів на корпоратив замовив співробітник компанії Денис Шепета. Однак сам він зник ще за годину до вбивства Костянтина Кодру. Після цього Шепета не виходив на зв'язок. Що його пов'язує з жертвою? | 26 грудня 2024    |
| Третій сезон | |                   |
| 109          | Одержимий. Прямо з власного дому викрадають Ольгу Сергіївну Косач. Всі працівники криміналістично-оперативного департаменту починають активно працювати, адже на кону життя їхньої керівниці та близької подруги. Хто й чому викрав Косач? І чи встигнуть детективи врятувати її? | 28 квітня 2025    |
| 110          | За будь-яку ціну. Детективи розслідують вбивство шкільної подруги пані капітана Берізки Жанни Троян. Дівчина потрапила на той світ через анафілактичний шок, і якби не зусилля Берізки, її смерть вважали б нещасним випадком. Хто й чому відправив Жанну на той світ? | 28 квітня 2025    |
| 111          | Синдром акули. Серія покаже розслідування безжального вбивства адвокатки Людмили Крастіної. Жінці завдали один точний та сильний удар ножем прямо в серце. На ручці зброї судмедекспертка виявила запах риби. Виявилось, що убивця хворіє на рідкісну хворобу. Чи допоможе це слідчим знайти злочинця? | 29 квітня 2025    |
| 112          | Мовчазна розповідь. В багажнику автівки знаходять закривавлену дівчинку-підлітка. На щастя, вона жива, однак перебуває в комі. Поряд із дівчинкою оперативники знайшли повну сумку грошей. Кому вони належать? І що сталося з невідомою дівчинкою? | 29 квітня 2025    |
| 113          | Карузо. Серія покаже розслідування вбивства колишньої оперної співачки, а нині викладачки з академічного вокалу Аліни Шацької. Пенсіонерці завдали один точний і сильний удар преспап'є. Хто й чому забрав життя Аліни Шацької? І чи справді злочинець діяв у стані афекту? | 30 квітня 2025    |
| 114          | Час смерті. Вбито дружину відомого адвоката Інну Драч. Жінку задушили у власному домі. Незадовго до загибелі вона телефонувала чоловіку Володимиру й сказала, що до будинку пробрався хтось чужий. Повернувшись додому, Драч побачив над тілом мертвої дружини її коханця Олексія Коваленка. Невже це він задушив Інну? | 30 квітня 2025    |
| 115          | Фея. Серія покаже розслідування вбивства столичної блогерки-мільйонниці Феї. Яна Максимчук допомагала дівчатам змінити своє життя та досягнути успіху. У своєму блозі вона збирала донати, які витрачала на підопічних. Хто й чому вбив дівчину, яка займалася добрими справами? | 1 травня 2025     |
| 116          | Наслання. Вбито слідчу районного управління поліції Валентину Курко. Жінку вдарили кухонним молотком по голові. Сусіди розповіли детективам, що того ж дня до Валентини приходили чоловік і жінка. Хто ж з них завдав смертельний удар? | 1 травня 2025     |
| 117          | Камера, мотор, труп. На знімальному майданчику на очах у підполковника Полянського було вбито акторку Марину Данилевську. Хтось замінив холостий патрон у зброї на справжній. Це випадковість чи умисне вбивство? | 5 травня 2025     |
| 118          | Карпатський різник. Тіла двох чоловіків знайшли в річці на Закарпатті. Над обома жертвами познущалися, випатравши нутрощі. Судмедекспертиза встановила, що чоловікам ввели препарат, який використовують у США для смертної кари. Хто й навіщо це зробив? | 5 травня 2025     |
| 119          | Копчена людина. Серія покаже розслідування вбивства 20-річної Анни Сухої. Тіло дівчини після смерті закоптили, щоб приховати сліди злочину. Поряд з Анною оперативники виявили рожеву троянду. Саме з такою квіткою наречений дівчини Антон Омельченко робив їй пропозицію. Чи причетний він до вбивства Анни? | 6 травня 2025     |
| 120          | Життя в кредит. Вбито молоду дружину бізнесмена Єлизавету Пісоцьку. Свідки бачили, як у жінку вистрілили посеред лісу. Однак судмедекспертиза встановила, що в цей момент Єлизавета вже була мертвою. Хтось замінив її ліки на речовину, яка викликає тромбоз. Хто це зробив? | 6 травня 2025     |
| 121          | Право на щастя. Перша шлюбна ніч перетворюється на трагедію. Зранку Марк Палій знаходить свою дружину Світлану мертвою. Експерти встановлюють, що дівчина загинула внаслідок отрути токсином із намиста, яке їй подарували на весіллі. Хто хотів вбити Світлану в найщасливіший день її життя? | 7 травня 2025     |
| 122          | Полювання на відьом. Серія покаже, як у лісі знайшли обвуглене тіло. Завдяки амулету вдалось встановити, що у полум'ї загинула Наталія Носаченко, або ж ворожка Мельхіорра. Жінці підсипали клофелін і спалили живцем. На пачці сірників, яку знайшли оперативники, було виявлено відбитки Альбіни. Минулого дня експертка К. О.Д. віддала сірники своїй орендодавиці Анастасії Сальтовській, яка була клієнткою Носаченко. Крім того підозрювана була поряд із місцем злочину в момент смерті ворожки. Невже це вона стоїть за безжальним вбивством? | 7 травня 2025     |
| 123          | Отруйна нелюбов. Слідчі проводять розслідування вбивства дрібного грабіжника Ігоря Крайнова. Експертиза встановила, що чоловіка отруїли миш'яком. Смертельна речовина містилася в імпортному вині з водоростей. Але звідки в злочинця гроші на таку недешеву випивку? Слідчі виходять на слід сусідки Крайнова Тамари Горбокос, з якою в нього були стосунки. На допиті жінка розповіла, що Ігор викрав вино й цінні сережки з квартири, яку пограбував напередодні. Невже Крайнов став випадковою жертвою? І кому насправді призначався отруєний напій? | 8 травня 2025     |
| 124          | Все вказує на неї. Серія покаже, як у власному домі безжально вбито бізнесмена Валерія Волощука. Тіло чоловіка ніби-то знайшла його дружина Наталія, але правоохоронців викликала сусідка. Незадовго до трагедії між подружжям виникла серйозна сварка. Чи могла Наталія розправитись із чоловіком? Валерій Волощук був замішаний у багатьох скандалах. Зокрема він планував побудувати завод у парковій зоні, що викликало бурхливу реакцію в суспільства. Група активістів вела з Волощуком боротьбу, а хтось навіть погрожував йому. Та чи могли волонтери перейти від слів до дій? | 8 травня 2025     |
| 125          | Бородатий нань. Серія покаже зустріч Римаря з його колишнім коханням. Екоактивістка Ліна Любченко приходить в офіс департаменту з немовлям і просить детективів про допомогу. У закинутій будівлі вона знайшла ледь живу жінку, яка попросила врятувати дитину. Чи вдасться слідчим захистити невинне життя? риміналісти з’ясовують особу загиблої. Нею виявляється Стелла Фірсова, яка має зв’язки з кримінальним світом. Однак детективи досі не можуть дізнатися, що пов’язувало жінку з немовлям. Чому Стелла ризикнула життям заради чужої дитини? І де зараз батьки дівчинки? | 12 травня 2025    |
| 126          | Я вимагаю сатисфакції. У парку знайшли жінку з кульовим пораненням. Невідома була одягнена в ретро-одяг і не мала при собі документів і мобільного телефона. Експерти встановили, що жінку вбили старовинним револьвером. Що невідома робила у парку в такому незвичному образі? Знайшовши авторку сукні, криміналісти з’ясували особу вбитої. Нею виявилась власниця бренду спортивного одягу Іванна Косицька. Жінка планувала розлучатись зі своїм третім чоловіком Артемом Мотуляком. Чи міг він вбити дружину, щоб отримати спадок? | 12 травня 2025    |
| 127          | Незламні. У скаутському таборі стається трагедія. У річці знаходять мертвим їхнього лідера Зиновія Мартинчука. Крім того з табору зникає онучка Петра Гнатовича Леся. Що пов’язує ці дві справи? І яка небезпека загрожує дівчинці? Оперативники з’ясовують, що в ніч смерті Зеник ходив до своєї дівчини. Закохані приховували свої стосунки від місцевого хулігана й колишнього хлопця Ганусі Святослава. Невже таємниця випливла на поверхню? Чи міг Святослав розправитись із Зеником через ревнощі до колишньої дівчини? | 13 травня 2025    |
| 128          | Шапіто смерті. Вбито стендап-коміка Леоніда Сеня. Відразу після виступу на хлопця напали, перерізали горло й намалювали кров’ю клоунську гримасу. Головний підозрюваний Микита Цуркан, з якого жартував Сень, виявився невинним. Кому ж іще перейшов дорогу комік? Поки криміналісти шукали докази проти Цуркана, сталось іще одне вбивство. Циркову артистку Яну Сушко безжально задушили. Тепер експерти мають з’ясувати, чи пов’язані цих два злочини. Невже в місті з’явився маніяк, який полює на гумористів? І чи будуть ще жертви? | 13 травня 2025    |
| 129          | Смерть під сакурою. Під час відкриття салону краси вбито модель Майю Стасюк. Дівчину отруїли тетродотоксином, який міститься в рибі фугу. Власниця салону звинувачує у всьому свою конкурентку Віталію Аверченко. Та чи справді бізнесвумен могла замовити вбивство? Неочікувано для всіх до лікарні потрапляє офіціант Вадим Книжник. Хлопець випадково отруївся тією ж речовиною. Слідчі припускають, що саме Вадим отруїв Майю. Однак спершу потрібно з’ясувати його мотив, адже офіціанта нічого не пов’язує з моделлю. Можливо хтось замовив Книжнику вбивство Стасюк? | 14 травня 2025    |
| 130          | Дорога з пекла. Вбито власника жіночої клініки Дмитра Пальченка. Лікаря вдарили важким тупим предметом прямо на робочому місці. Поліцейські затримали його дружину Ірину, адже в її кабінеті знайшли знаряддя злочину. Та чи справді в цьому розслідуванні все так очевидно? Донька Ірини Софія звернулася до криміналістично-оперативного департаменту за допомогою. Вона переконана, що її матір не могла піти на такий страшний злочин. Сама Ірина теж заперечила свою провину і вказала детективам на іншого підозрюваного. Хто ж стоїть за вбивством лікаря? | 14 травня 2025    |
| 131          | Демон з минулого. В автівці поряд із бізнес-центром вбито архітекторку Ліну Луцьку. Дівчину задушили та пограбували. На повіках Ліни експерти виявили потожирові сліди її батька. Однак Микита Луцький вже давно помер. Як таке можливо? Після смерті Ліни хтось скористався її кредитною картою. Це вивело детективів на слід кур’єрки та дрібної грабіжниці Ніки Болотної. Дівчина була на місці злочину в момент вбивства, однак заперечує свою причетність. Болотна запевняє, що побачила Ліну вже мертвою, а поряд з нею був якийсь чоловік. Чи міг він задушити архітекторку? | 15 травня 2025    |
| 132          | Інстинкт материнства. У лісі знаходять тіло жінки. Її вбили ударом по голові, а потім облили обличчя сірчаною кислотою та пошкодили пальці. Через це встановити особу жертви було не просто. Однак завдяки імплантам, що виявили під час розтину, експерти дізналися ім’я загиблої. Акушерка-гінекологиня Юлія Трікаш вже потрапляла в небезпеку. Два тижні тому хтось пошкодив гальма в її автівці, але дівчині вдалося уникнути аварії. Сестра Юлії Лідія підозрює у всьому її колишнього хлопця Едіка, який насправді виявляється аферистом Антоном Кутовим. Чи міг він перетворитися з альфонса на вбивцю? | 15 травня 2025    |
| 133          | Чиста справа. Серія покаже розслідування жорстокого вбивства експертки з клінінгу Мадіни Сколенко. Тіло жінки замотали в технічну плівку та помістили в старий морський контейнер. Чоловік, що хотів викрасти його, випадково викинув труп у Дніпро, де його й знайшли. Хто й за що вбив Мадіну Сколенко? У телефоні Сколенко виявили підозрілий контакт. Незадовго до смерті Мадіна приїздила на прибирання до бізнесвумен Галини Марченко. В її гаражі ніби-то було зарізано свиню, однак клінінг-експертка помітила дещо підозріле. Що приховує від слідства Марченко? | 19 травня 2025    |
| 134          | Мерці оживають опівдні. Пострілом у скроню вбито патологоанатома Миколу Свиридюка. За декілька хвилин до смерті прозектор телефонував бізнесмену Івану Карпенку. Однак найдивніше, що в цей момент Карпенко вже вважався мертвим. З ким же тоді говорив Свиридюк? Приїхавши на похорон бізнесмена оперативники застали дивну картину. Син і дружина Карпенка не могли потрапити до будинку. Всередині правоохоронці знайшли покоївку, яка втратила свідомість, коли побачила Івана живим. Виявилось, що бізнесмен імітував свою смерть. Навіщо він це зробив? | 19 травня 2025    |
| 135          | Колір темніший за чорний. В автобусі знаходять вбитим водія Олексія Дмитрука. Чоловіку завдали точних і сильних ударів професійним ножем. Експерти з’ясували, що Дмитрук тричі сидів у в’язниці й мав конфлікт з кримінальною бандою. Як людину з таким темним минулим взяли на роботу? Хлопець Лєри Шаблій розповів оперативникам, що прийняти Дмитрука на роботу його змусила бізнесвумен Кіра Стефанишина. Виявилось, що Кіра й Олексій рідні сестра та брат. Чому ж у них різні прізвища? І за які саме гріхи поплатився життям Дмитрук? | 20 травня 2025    |
| 136          | Чемпіонка. Вбито молоду й перспективну спортсменку Аліну Дергач. Дівчину збили автівкою й навмисно переїхали неподалік від її тренувального центру. Судмедекспертиза встановила, що Дергач була вагітною. Хто й чому жорстоко вбив дівчину? Слідчі перевіряють мотив спортивної конкуренції. Головною підозрюваною стає Віолета Стефанова. Дергач зайняла її місце у команді, яка мала їхати на змагання в Європу. За день до вбивства Стефанова напала на конкурентку з битою. Та чи могла спортсменка зайти ще далі? | 20 травня 2025    |
| 137          | Операція "Діамант". Детективи розслідують подвійний злочин. Руслана Приходька вбили, а його колишню дівчину Мирославу Вуєк викрали. Сусідка бачила, як до квартири жертви заходила жінка в чорному. Хто ця невідома? І навіщо їй Мирослава? Слідчі з’ясовують, що чоловік Мирослави поляк Адам Вуєк прикидався багатієм. Насправді він мав великі борги й зараз перебував під слідством. Мирослава також мала скрутне фінансове становище, однак планувала купити маєток в України. Де вона збиралась взяти на це гроші? І чи встигнуть оперативники врятувати дівчину? | 21 травня 2025    |
| 138          | Таточко. На подвір’ї школи заживо згорає Данило Гайденко. Чоловік тільки-но отримав звання заслуженого вчителя й спалахнув. Експерти з’ясували, що на сорочці Гайденка була речовина, яка спалахує при контакті з потом. Хто міг вигадати такий підступний спосіб убивства? Під підозрою опинилась директорка школи Антоніна Загуляк. Жінка була невзаємно закохана в Гайденка, до того ж викладала хімію й точно знала, як створити самозапальну речовину. Серйозніший мотив ніж у Загуляк був у колишнього учня Данила Едуарда Лінника. Шість років тому вчитель домігся його виключення зі школи. Та чи справді Лінник причетний до вбивства? | 21 травня 2025    |
| 139          | Лікарська помилка. Відомого хірурга Валерія Коротича знаходять мертвим у його квартирі. Судмедекспертиза встановлює, що чоловік міг померти від інфаркту, але перед цим йому завдали смертельного удару по голові. Криміналісти з’ясували, що хтось замінив ліки, які Коротич приймав для серця. Хто це зробив? Під підозрою опинилася матір пацієнта, який помер на столі в Коротича. Жінка обіцяла помститися лікарю-душогубу. Крім того експерти з’ясовують, що напередодні трагедії Валерій додав до свого заповіту молоду санітарку Лілю Косенко. Невже він зраджував свою дружину Олену? | 22 травня 2025    |
| 140          | Мистецтво зради. Детективи розслідують вбивство студента Максима Рожка. Тіло задушеного хлопця помітили в річці. Експерти з’ясували, що напередодні смерті Максим мав інтимну близькість з одруженою викладачкою Алісою Масловською. Та чи могла вона вбити коханця? У слідстві з’явилася ще одна підозрювана. Студентка Оксана Жарова намагалася покінчити з життям самогубством, звинувачуючи себе в смерті Максима. На щастя, оперативники встигли врятувати дівчину. Та чи зізнається вона у вбивстві під час допиту? | 22 травня 2025    |
| 141          | Приречена наречена. Прямо під час весілля помирає наречена. Яна Лучко випала з балкона четвертого поверху готелю. Дехто припускав, що наречена сама вирішила покінчити з життям, однак слідчі встановили, що хтось допоміг їй. Хто міг вбити молоду дівчину в найщасливіший день життя? Завдяки фотографіям із весілля експерти дізнались, що Яна була дуже засмученою. Виявилось, що декілька днів тому хтось підсипав дівчини антиконвульсанти, що викликають суїцидальні настрої. Під підозрою слідства опинилися мачуха і колишній хлопець жертви. Та чи справді хтось із них вбив Яну Лучко? | 26 травня 2025    |
| 142          | Ненароджене щастя. В річці знаходять тіло жінки. Експертиза показує, що вона пробула у водоймі понад рік. За тестом ДНК криміналісти встановлюють особу жертви. Нею виявляється зникла рік тому Оксана Савчук. Та найстрашніше, що тоді жінка була вагітною. Що трапилося з дитиною Оксани? Під підозрою слідства опиняється чоловік жертви Ілля Савчук. Він був агресивним і ревнував дружину. Перед пологами Оксана хотіла покинути його. Невже Ілля настільки розлютився, що вбив вагітну дружину? І що завадило правоохоронцям розкрити цю справу рік тому? | 26 травня 2025    |
| 143          | Яблуко розбрату. Вбито професора юриспруденції Ігоря Климчука. Чоловік їхав у гості до колишньої дружини та дітей, коли дорогу йому перегородила темна автівка з тонованими вікнами. Коли Климчук підійшов до машини, водій скористався короткоствольною рушницею. Хто й чому обрав такий жорстокий спосіб вбивства? Підозрюваною у справі стала Галина Артаман. Климчук вже рік перебував із нею у процесі розлучення, однак суди досі тривали. Що не могло поділити колишнє подружжя? І чи справді Галина могла вбити батька своїх дітей? | 27 травня 2025    |
| 144          | Відпустка за обміном. Вбитою знаходять Яну Зварич. Жителька Карпат приїхала до столиці у відпустку за обміном. Власниця квартири, в якій вбили Яну, Марина Прус терміново виїхала додому, але перестала виходити на зв’язок. Чи могла Зварич стати випадковою жертвою? Експерти з’ясовують, що Марина Прус притягувалась до відповідальності за поширення порнографії. Однак не сіла до в’язниці, адже змогла виграти суд проти Вероніки Кукси. Жінка обіцяла помститися за доньку, яку Марина змусила зніматися у відвертих відео. Невже розлючена матір таки наважилася помститись? | 27 травня 2025    |